# 페루작은귀땃쥐
페루작은귀땃쥐(Cryptotis peruviensis)는 땃쥐과에 속하는 포유류의 일종이다. 페루 북부 지역에서만 알려져 있으며, 해발 2050~3150m의 안데스산맥 관목 지대 "엘핀" 운무림에서 발견된다. 에콰도르에도 사는 것으로 추정하고 있다.